# Cingulum

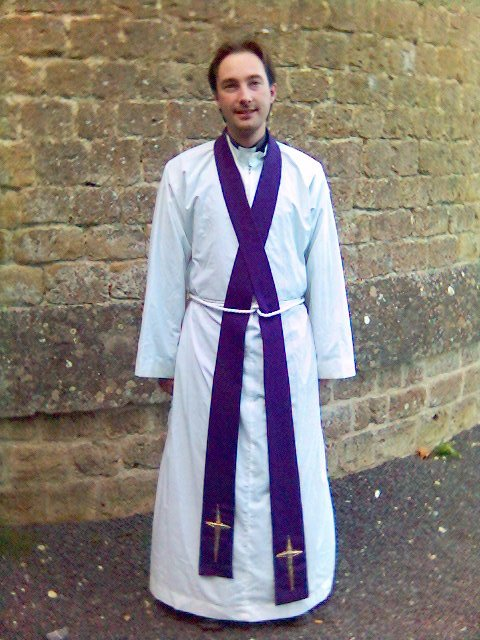
En anglikansk präst som bär ett vitt cingulum kring midjan för att hålla stolan och alban på plats.

Cingulum (latin för ’gördel’, ’bälte’, av cingo, ’omgjorda sig’) är det skärp som en präst eller gudstjänstledare använder tillsammans med alban (mässkjortan). Vardagligt och litet humoristiskt brukar cingulum ofta kallas ”albatross” (tross i betydelsen ’rep’).